# Mönchstraße 19 (Stralsund)
Das Gebäude Mönchstraße 19 in Stralsund ist ein denkmalgeschütztes Bauwerk in der Mönchstraße.

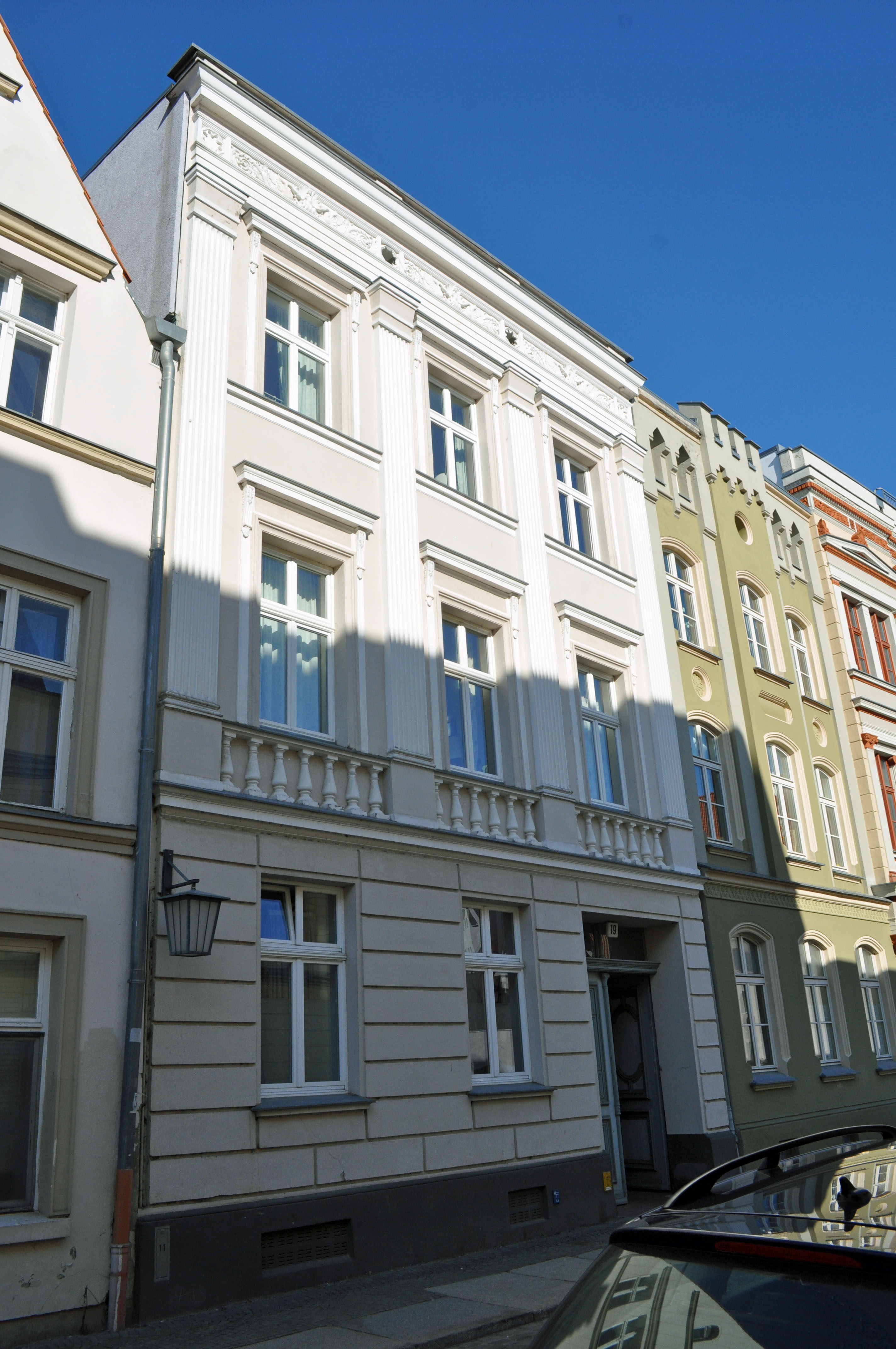
Haus Mönchstraße 19 in Stralsund (2012)

Das dreigeschossige, dreiachsige Haus wurde im Jahr 1860 errichtet. Die Fassade ist klassizistisch gestaltet. Das Erdgeschoss weist Putznutung auf. In den beiden Obergeschossen fassen vier Kolossalpilaster die Fenster zusammen. Zwischen deren Postamenten und auch unter den Fenstern im ersten Obergeschoss sind Scheinbalustraden ausgeführt. Ein dreistufiges Gesims, ein Stuckfries und ein attikaartiker Aufsatz liegen auf den Pilasterkapitellen.
Das Haus im Kerngebiet des von der UNESCO als Weltkulturerbe anerkannten Stadtgebietes des Kulturgutes „Historische Altstädte Stralsund und Wismar“ ist in die Liste der Baudenkmale in Stralsund eingetragen.